# Kazimierz Olszański
Kazimierz Olszański (ur. 9 września 1923 w Tarnowie, zm. 13 października 2002 w Krakowie) – historyk sztuki.
W latach 1939–1943 brał udział w ruchu oporu został aresztowany i więziony w obozach koncentracyjnych w Oświęcimiu i Mauthausen-Gusen. Absolwent Uniwersytetu Jagiellońskiego. Doktorat nauk humanistycznych UJ uzyskał w 1974 roku. Specjalizował się w badaniach polskiego malarstwa batalistycznego. Biograf i znawca rodu Kossaków. W 1990 został uhonorowany Nagrodą Miasta Krakowa. Za książkę Niepospolity ród Kossaków otrzymał w lutym 1995 nagrodę „Krakowska Książka Miesiąca”, przyznaną przez Śródmiejski Ośrodek Kultury w Krakowie. Został pochowany na Cmentarzu Rakowickim w Krakowie (cmentarzu wojskowym przy ul. Prandoty) (kwatera XCVI-wsch.-10).

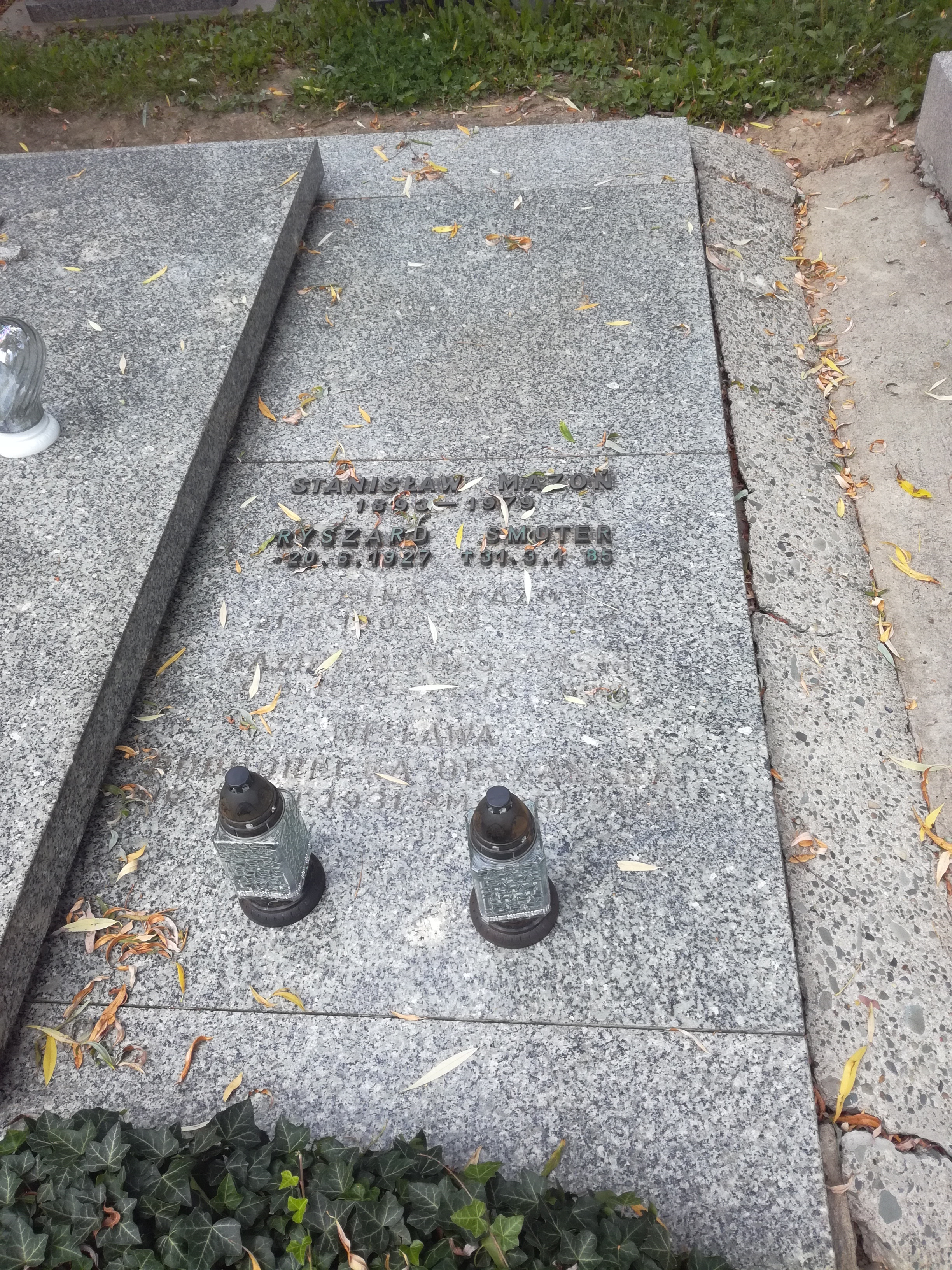
Grób Kazimierza Olszańskiego na cmentarzu wojskowym przy ul. Prandoty w Krakowie

## Publikacje

### Książki
- Kraków w powstaniu styczniowym [redakcja], 1968
- Prasa galicyjska wobec powstania styczniowego, 1975
- Wojciech Kossak, 1976
- Kossakowie : Muzeum Narodowe w Krakowie, czerwiec-październik 1986 [współautorzy: Stefania Kozakowska, Barbara Małkiewicz], 1986
- Juliusz Kossak, 1988
- Jerzy Kossak, 1992
- Niepospolity ród Kossaków, 1994
- Juliusz Kossak (1824-1899) – w setną rocznicę śmierci artysty : katalog wystawy [współautor: Marta Marek], 1999
- Rewizjonizm niemiecki od Wersalu do Locarno (1919-1925), 2001

### Rozdziały prac zbiorowych
- Krakowski "Czas" wobec powstania styczniowego, [w:] Kraków w powstaniu styczniowym, 1968, S. 195-301
- Kronika wydarzeń w mieście Krakowie i okolicy 1859-1865 [współautor: Otton Beiersdorf], [w:] Kraków w powstaniu styczniowym, 1968, S. 413–446

### Opracowania
- Prendowska Jadwiga: Moje wspomnienia [opracowanie, przedmowa i przypisy], 1962
- Kossak Wojciech: Wspomnienia [opracowanie, wstęp i przypisy], 1971
- Mineyko Zygmunt: Z tajgi pod Akropol : wspomnienia z lat 1848-1866 [opracowanie], 1971
- Kossak Wojciech: Listy do żony i przyjaciół : (1883–1942) [opracowanie, wstęp i przypisy], 1985
- Pawlikowska-Jasnorzewska Maria: Listy do przyjaciół i korespondencja z mężem (1928-1945) [opracowanie], 1998

### Artykuły
- Obóz w Ojcowie w roku 1863 w relacji jego uczestnika, „Studia Historyczne”, 1979, R. 22, z. 4
- Z listów Wojciecha Kossaka w zbiorach Biblioteki PAN w Krakowie, „Rocznik Biblioteki Polskiej Akademii Nauk w Krakowie”, 1980, R. 25
- Niezwykłe losy największego obrazu Wojciecha Kossaka, „Studia Historyczne”, 1994, z. 2
- Zajęcza zaledwie łapka... [w rozmowie z: Andrzej Łojan], „Art & Business”, 1995, nr 6